# Heinz-Helmut Wehling
Heinz-Helmut Wehling (* 8. září 1950 Bad Frankenhausen, NDR) je bývalý německý zápasník, reprezentant NDR v řecko-římském zápase, dvojnásobný olympijský medailista, mistr světa a Evropy.